# Levensboom, Monument van Besef

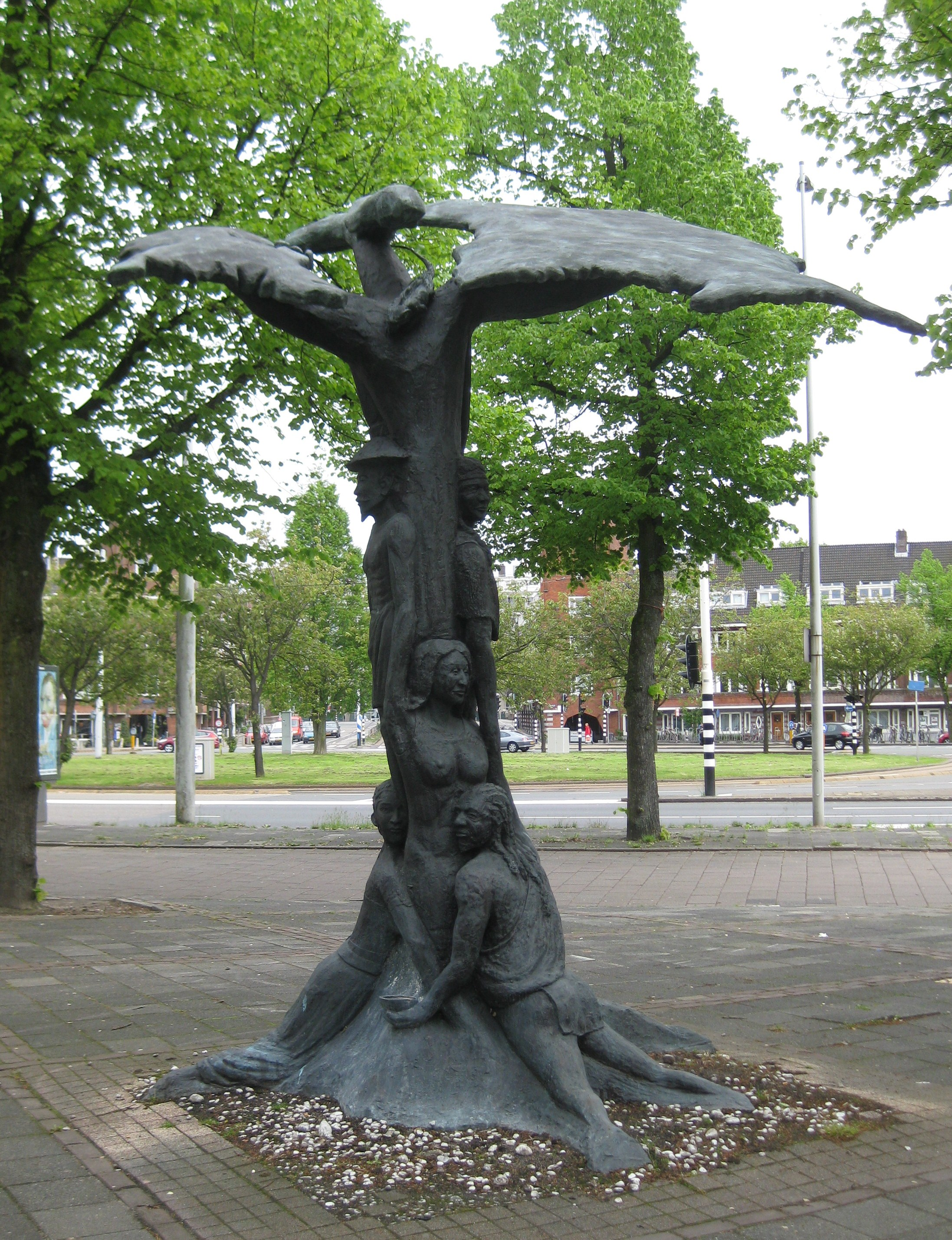
Levensboom, Monument van Besef

De Levensboom, Monument van Besef (Bon Fu Gron Prakseri) is een monument op het Surinameplein in Amsterdam-West ter herdenking van het slavernijverleden, de afschaffing van de Nederlandse slavernij en de lotsverbondenheid van de landen die tot het Koninkrijk der Nederlanden behoorden. Het monument is ontworpen door Henry Renfurm. Het Monument van Besef werd onthuld op 30 juni 2003.

## Geschiedenis
Op 1 juli 1863 werd in het Koninkrijk der Nederlanden met de Emancipatiewet de slavernij afgeschaft in Suriname en de Caribische eilanden Aruba, Bonaire, Curaçao, Sint Eustatius, Sint Maarten en Saba. Ter nagedachtenis hiervan komen sinds 1993 op het Surinameplein in Amsterdam jaarlijks mensen samen op 30 juni om een ceremonie bij te wonen, de Nationale Dag van Besef. Een van de initiatiefnemers hiervoor was journalist en programmamaker Roy Ristie van het Comité 30 juni/1 juli in Amsterdam. Het comité koos in lijn met het Comité 4 en 5 mei voor een dag van reflectie op 30 juni en een dag van viering op 1 juli. De onthulling van de Levensboom vond plaats een jaar na de onthulling van het Nationaal monument slavernijverleden op 1 juli 2002 in het Oosterpark in Amsterdam. Het Comité 30 juni/1 juli Amsterdam vond de locatie in het Oosterpark niet geschikt en werkte daarom aan de realisatie van de Levensboom, Monument van Besef op het Surinameplein waar de jaarlijkse herdenking al tien jaar lang plaatsvond.

## Symboliek monument
De levensboom verzinnebeeldt de wens om samen verder te gaan. De vormgeving van het Monument van Besef is ontstaan uit ideeën van mensen uit verschillende gemeenschappen. De stam van de boom verbeeldt de etnische diversiteit van de gemeenschap en het gebladerte verbeeldt de desbetreffende landen en hun onderlinge verbondenheid. Op de Dag van Besef worden twee minuten stilte gehouden, speeches gegeven en kransen gelegd.

## Herdenkingsdagen op andere locaties
Ook in andere gemeenten zijn 30 juni/1 juli comités opgericht die aldaar activiteiten organiseren in aanloop naar of op 30 juni en 1 juli. 